# Pont Saint-Louis
De Pont Saint-Louis is een brug over de Seine in het centrum van Parijs. Hij is gelegen in het 4e arrondissement en verbindt het Île de la Cité en Île Saint-Louis. Dit is de zevende brug sinds 1630 die beide eilanden verbindt. De eerste van de zeven bruggen was de Saint-Landry (1630-1634). De huidige brug heeft een totale lengte van 67 m en een breedte van 16 m. Hij werd in 1969 en 1970 gebouwd en in het laatstgenoemde jaar geopend voor het publiek.

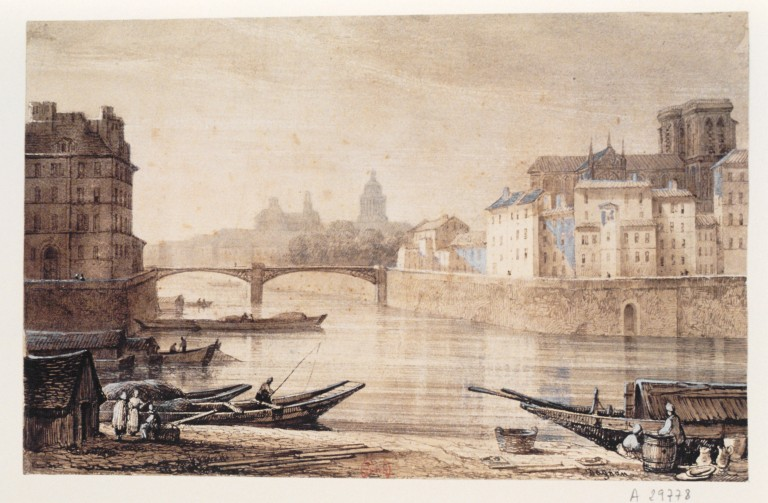
Tekening van de 19e-eeuwse brug die Île Saint-Louis en Île de la Cité verbond

Pont Amont ·
Pont Alexandre-III ·
Pont de l'Alma ·
Pont de l'Archevêché ·
Pont d'Arcole ·
Pont des Arts ·
Pont d'Austerlitz ·
Viaduc d'Austerlitz ·
Pont Aval ·
Pont de Bercy ·
Pont de Bir-Hakeim ·
Pont du Carrousel ·
Pont au Change ·
Pont Charles-de-Gaulle ·
Pont de la Concorde ·
Passerelle Debilly ·
Pont au Double ·
Pont du Garigliano ·
Pont de Grenelle ·
Pont d'Iéna ·
Pont des Invalides ·
Passerelle Léopold-Sédar-Senghor ·
Pont Louis-Philippe ·
Pont Marie ·
Pont Mirabeau ·
Pont National ·
Pont Neuf ·
Pont Notre-Dame ·
Petit-Pont ·
Pont Rouelle ·
Pont Royal ·
Pont Saint-Louis ·
Pont Saint-Michel ·
Passerelle Simone-de-Beauvoir ·
Pont de Sully ·
Pont de Tolbiac ·
Pont de la Tournelle
Zie ook: Bruggen in Parijs · Lijst van bezienswaardigheden in Parijs · Seine · Rive Gauche · Rive Droite